# Scleroglossum sulcatum
Scleroglossum sulcatum är en stensöteväxtart som först beskrevs av Georg Heinrich Mettenius och Oskar Kuhn, och fick sitt nu gällande namn av Cornelis Rugier Willem Karel van Alderwerelt van Rosenburgh. Scleroglossum sulcatum ingår i släktet Scleroglossum och familjen Polypodiaceae. Inga underarter finns listade.